# Zone monétaire

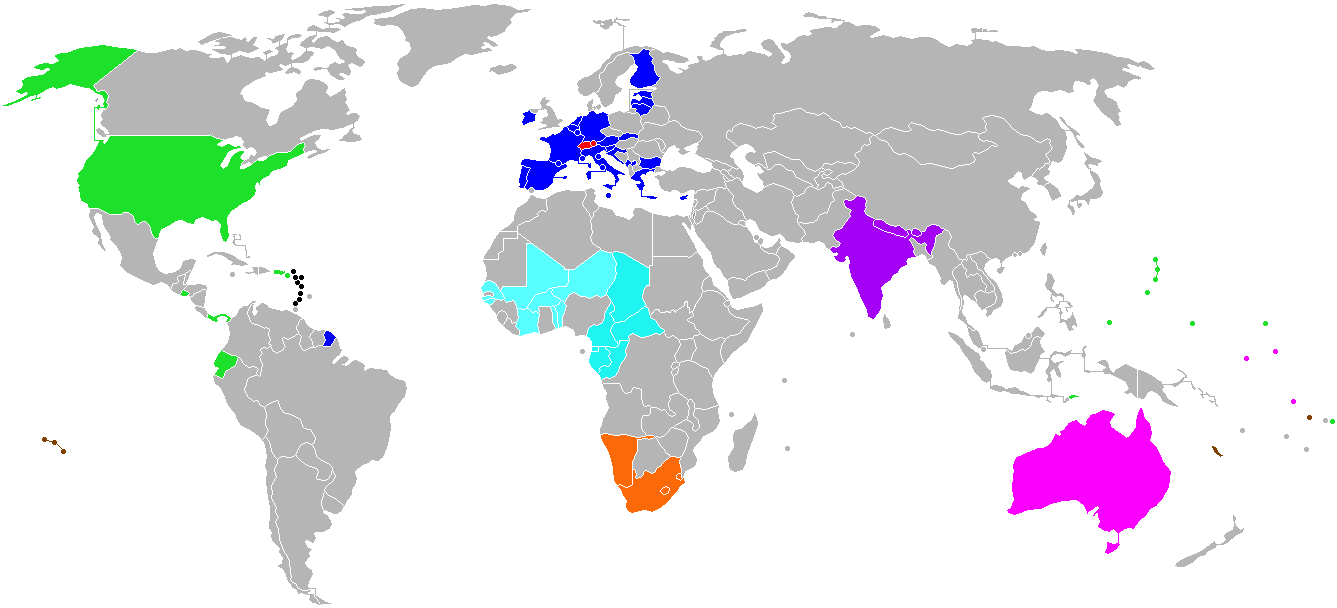
Carte mondiale des zones monétaires:
EUR Euro
USD Dollar américain
CHF Franc suisse
INR Roupie indienne
AUD Dollar australien
XCD Dollar des Caraïbes orientales
ZAR Rand sud-africain
XOF Franc CFA (UEMOA)
XAF Franc CFA (CEMAC)
XPF Franc Pacifique

Une zone monétaire est formée des pays : 
- qui ont la même devise (monnaie), par exemple les pays de la zone euro ayant accepté l'euro comme monnaie commune et unique ;

- ou dont la monnaie locale est rattachée à une monnaie de référence externe par un taux de change fixe (par exemple la Lettonie avait, juste avant l'adoption de l'euro, une parité fixe entre sa monnaie et l'euro).

Il y a donc en fait au minimum deux types possibles de zones monétaires. Un système intermédiaire étant celui de la double circulation monétaire où à la fois la monnaie locale et la monnaie de référence sont admises dans les transactions internes, ou du moins certains types d'opération interne. La monnaie de référence est alors commune, mais pas unique. Un tel système ne peut être que transitoire, car il pose des problèmes de stabilité à l'usage, l'une des deux monnaies tendant à prendre le dessus (loi de Gresham).
Le concept de zone monétaire fait référence à un groupe de pays ou de régions qui partagent une même monnaie et une politique monétaire commune. Ces zones sont créées dans le but de faciliter les échanges commerciaux, les investissements et la stabilité économique entre les membres.
Une zone monétaire implique généralement l'adoption d'une devise commune, émise par une autorité monétaire centrale qui gère la politique monétaire pour l'ensemble de la zone. Les pays participants renoncent souvent à leur propre monnaie nationale au profit de la monnaie commune. Un exemple bien connu de zone monétaire est la zone euro, où plusieurs pays de l'Union européenne ont adopté l'euro comme monnaie unique.
Les avantages potentiels d'une zone monétaire incluent la suppression des risques de change, la promotion de l'intégration économique et la stimulation des échanges commerciaux. Cependant, il peut y avoir des défis tels que la perte de flexibilité monétaire nationale et la nécessité de coordonner les politiques économiques entre les membres pour éviter des déséquilibres.
En résumé, une zone monétaire est une entité où plusieurs pays utilisent la même monnaie et coopèrent au niveau de la politique monétaire pour promouvoir une intégration économique plus étroite.

## Dans l'histoire
- Konventionsthaler et Vereinsthaler du Zollverein (1834-1873)
- Union monétaire latine (1865-1927)
- Union monétaire scandinave (1873-1914)
- Union économique belgo-luxembourgeoise (1921-2002)
- Zones monétaires dans les années 1930

### Zones monétaires contemporaines
En 1947, la zone sterling regroupait tous les pays dont la monnaie était à parité avec la livre sterling.
Dans le monde actuel, les zones monétaires (d'influence) les plus connues et importantes sont : 
- la zone euro pour ce qui est de l'euro ;
- la zone dollar pour ce qui est du dollar américain ;
- la zone franc suisse (Suisse, Liechtenstein) ;
- une zone franc CFA, sous l'égide de la France, qui agit sur les marchés pour maintenir une parité plus ou moins fixe de cette monnaie par rapport à l'euro.